# Bridge of Dun
Die Bridge of Dun ist eine Straßenbrücke nahe der schottischen Ortschaft Farnell in der Council Area Angus. 1971 wurde die Brücke in die schottischen Denkmallisten in der höchsten Denkmalkategorie A aufgenommen. Eine ehemalige zusätzliche Einstufung als Scheduled Monument wurde 1999 aufgehoben. Der nach der Brücke benannte Bahnhof Bridge of Dun liegt rund 250 m nordöstlich.
Der Grundstein der von Alexander Stevens geplanten Bridge of Dun wurde am 7. Juni 1785 gelegt. Am 27. Januar 1787 war der Bau abgeschlossen. Die vertraglich festgesetzten Baukosten beliefen sich auf 3128 £.

## Beschreibung
Der Mauerwerksviadukt überspannt den South Esk rund 4,5 Kilometer nordöstlich von Farnell nahe seiner Mündung in das Montrose Bassin. Er führt eine Nebenstraße von geringer infrastruktureller Bedeutung mit drei ausgemauerten Segmentbögen über den Fluss. Der zentrale Bogen weist eine lichte Weite von 20,7 m auf, während die flankierenden Bögen mit lichten Weiten von jeweils 15,2 m ausgeführt sind. Oberhalb der Eisbrecher setzen Säulen an, welche die Austritte entlang der Brüstung der 5,5 m breiten Brücke tragen. Die ausgemauerten Zufahrten sind mit über Land führenden Flutbögen ausgeführt. Kleine Obelisken auf der Brüstung markieren den Beginn der Brücke.